# Wakefield (film)
Pour les articles homonymes, voir Wakefield (homonymie).
Pour plus de détails, voir Fiche technique et Distribution.
Wakefield est un drame américain écrit et réalisé par Robin Swicord, sorti en 2016.  Le scénario est inspiré de la nouvelle du même nom écrite par E. L. Doctorow, lui-même inspiré par un conte de 1835 de Nathaniel Hawthorne qui porte le même titre.

## Synopsis
Howard Wakefield est un avocat qui a tout pour lui. Une belle situation, une femme dont il est follement amoureux et de beaux enfants. Jusqu’au jour où, dépressif, il décide de tout plaquer pour s’installer secrètement en face de chez lui pour espionner ses proches.

## Fiche technique
Sauf indication contraire, les informations mentionnées dans cette section peuvent être confirmées par la base de données cinématographiques IMDb,  présente dans la section « Liens externes ».
- Titre original et français : Wakefield
- Réalisation et scénario : Robin Swicord
- Photographie : Andrei Bowden-Schwartz
- Montage : Matt Maddox
- Musique : Aaron Zigman
- Production : Bonnie Curtis, Wendy Federman, Julie Lynn et Carl Moellenberg
- Distribution : IFC Films
- Pays d'origine : États-Unis
- Langue originale : anglais
- Genre : drame
- Durée : 96 minutes
- Dates de sortie :
- États-Unis : 
  - 2 septembre 2016 (Festival du film de Telluride)
  - 19 mai 2017 (sortie nationale)
- France : 6 septembre 2017 (DVD)

## Distribution
- Bryan Cranston (VF : Jean-Louis Faure) : Howard Wakefield
- Jennifer Garner (VF : Laura Blanc) : Diana Wakefield
- Beverly D'Angelo : Babs, la mère de Diana
- Jason O'Mara (VF : Pascal Germain) : Dirk Morrison
- Ian Anthony Dale : Ben Jacobs
- Alexander Zale : Dr. Sondervan
- Pippa Bennett-Warner (VF : Corinne Martin) : Emily
- Isaac Leyva (VF : Fabien Jacquelin) : Herbert
- Ellery Sprayberry : Giselle Wakefield
- Victoria Bruno : Taylor Wakefield

 Source et légende : version française (VF) sur RS Doublage[source insuffisante]